# Schertelite
La schertelite è un minerale.